# 南千住砂場
南千住砂場（みなみせんじゅすなば）は、東京都荒川区南千住一丁目にある嘉永期（1848年-1854年）に創業のそば屋。江戸以来、東京の「砂場」は、ふたつの系統が伝えられてきた、そのうちのひとつの本家。

## 概要

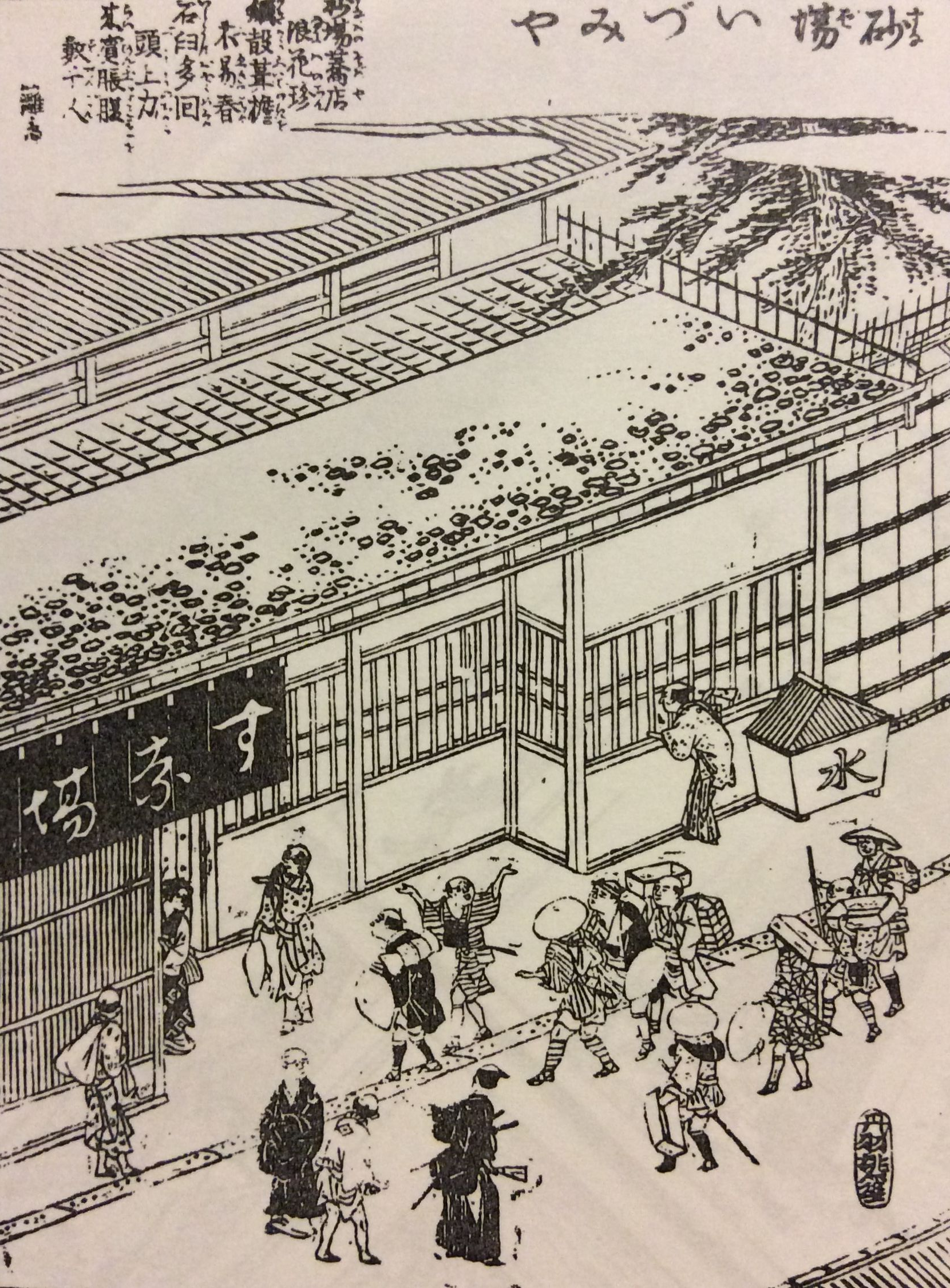
寛政10年（1798年）、『摂津名所図会』、「砂場いづみや」の表口の挿絵

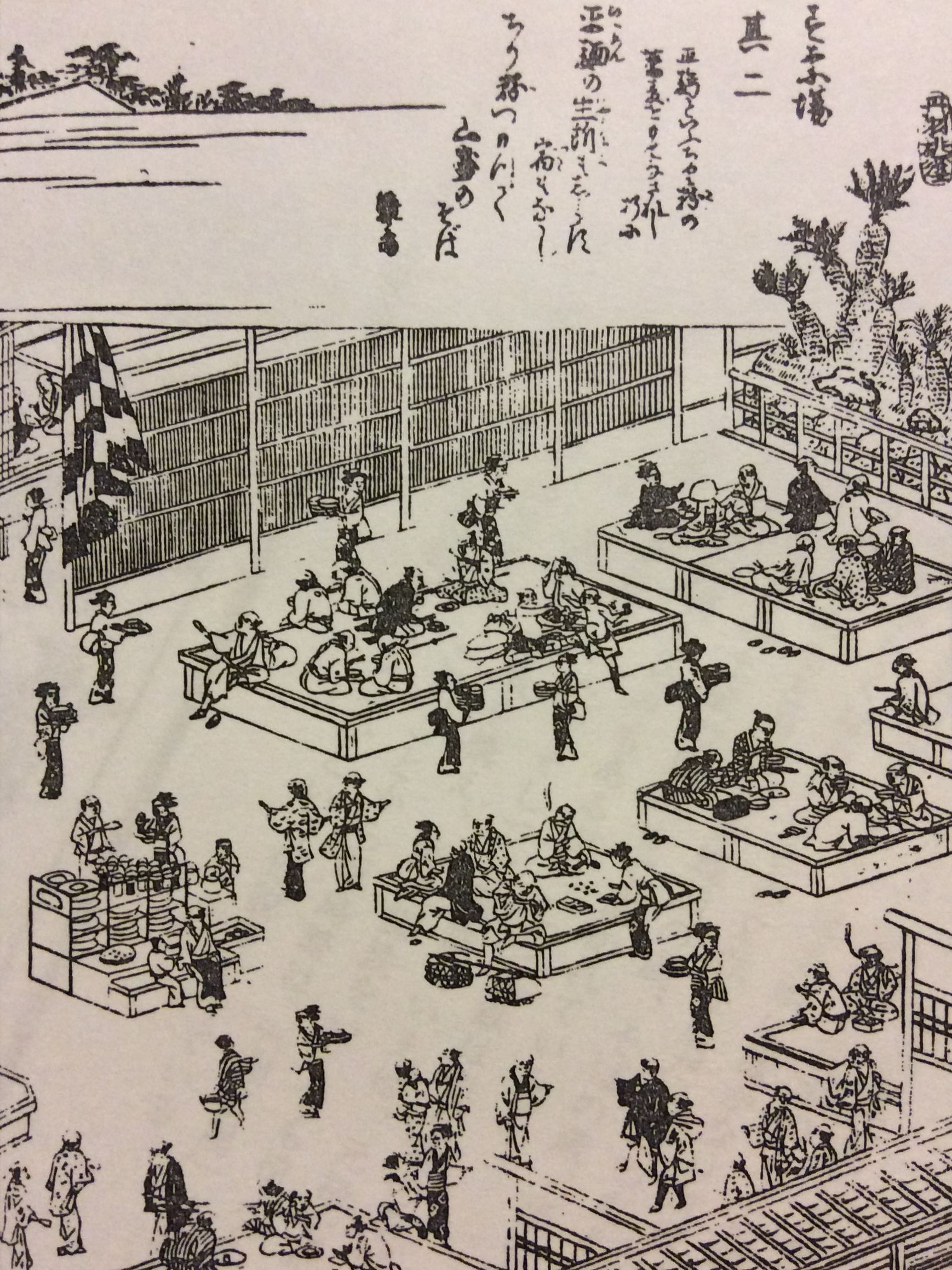
寛政10年（1798年）、『摂津名所図会』、「砂場いづみや」の店内の挿絵

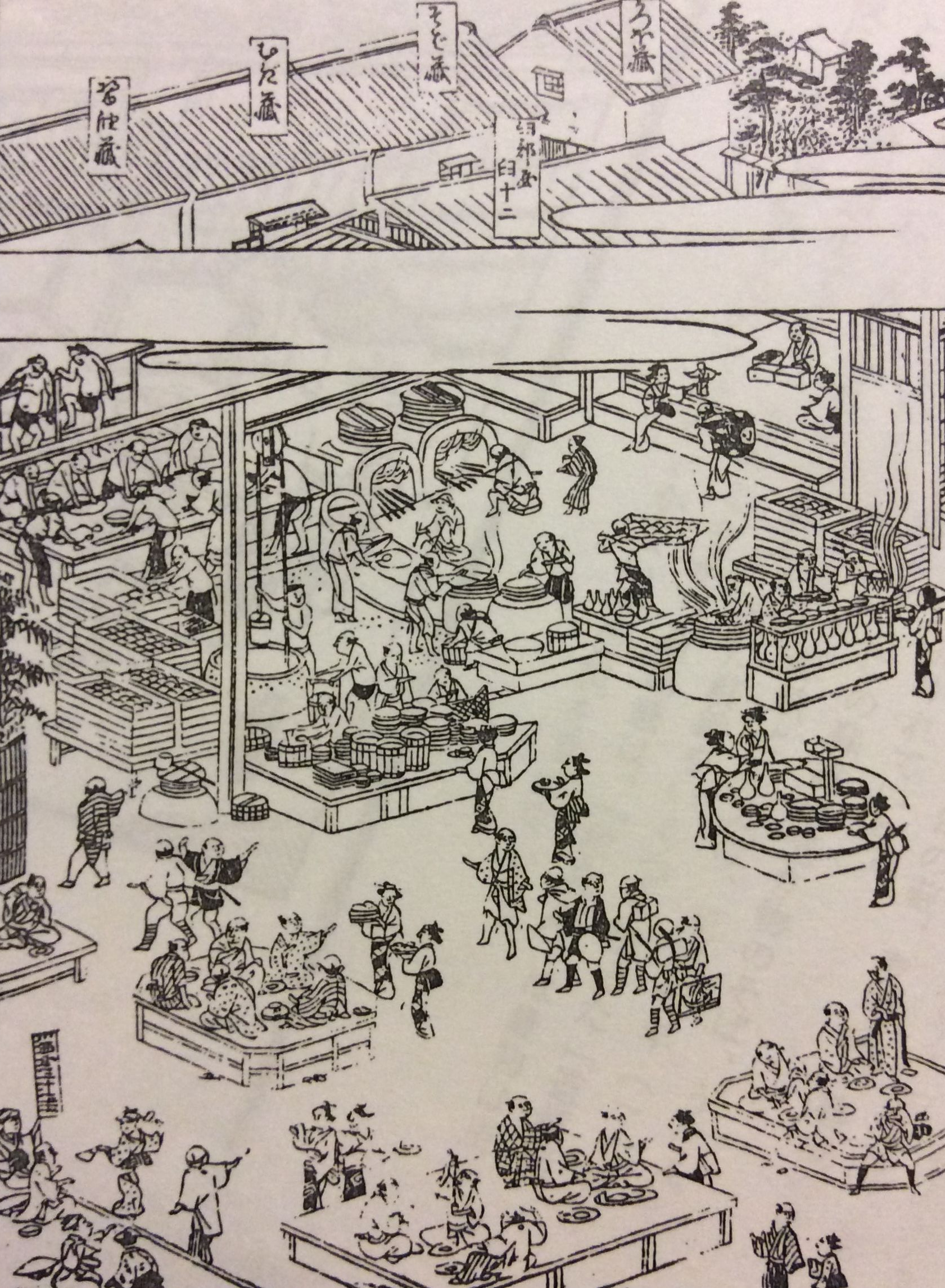
寛政10年（1798年）、『摂津名所図会』、「砂場いづみや」の店内の挿絵

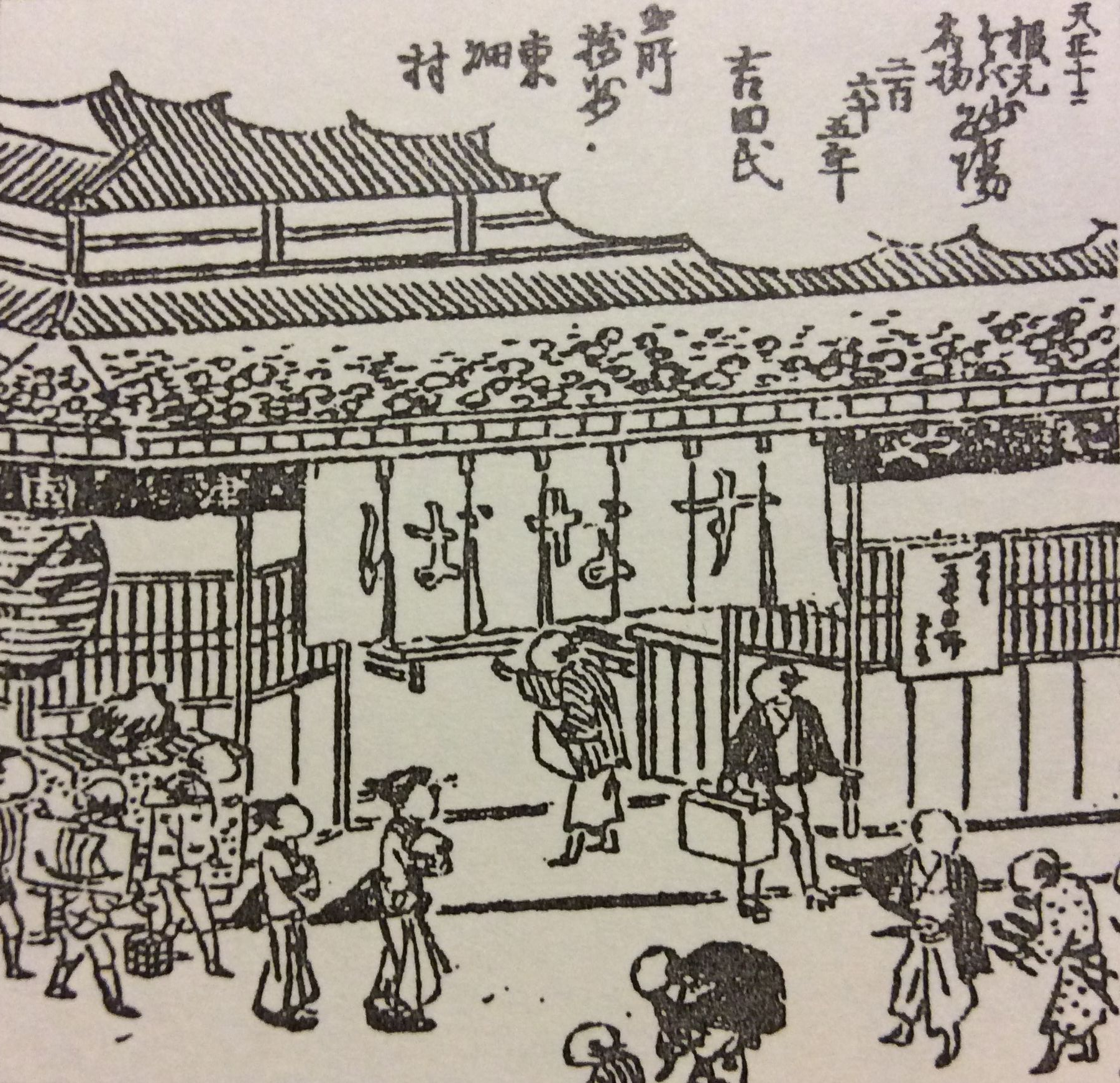
嘉永2年（1849年）、『二千年袖鑒』、「津国屋」の表口の挿絵

嘉永元年（1848年）、江戸名物のひとつとまで評価された「糀町七丁目砂場藤吉（現・南千住砂場）」は、幕末維新当時の当主は十一代目・長岡保で、動乱の時代にも暖簾を守り続け「本石町砂場（現・室町砂場）」と「琴平砂場（現・虎ノ門大坂屋砂場）」の、2軒の名店を輩出している。「糀町七丁目砂場藤吉」は、「巴町砂場」とともに江戸時代から続く老舗で、江戸・東京を代表する「砂場」の暖簾である。1889年（明治22年）、菩提寺である常仙寺で保管されていた過去帳が紛失、「糀町七丁目砂場藤吉」の店暦を物語る資料を散逸したため、現在に至るまで十四代を重ねたことは明らかだが、創業年は不明である。
江戸時代の「糀町七丁目砂場藤吉」の場所、麹町七丁目は現在の麹町四丁目で、嘉永期（1848年-1854年）の切絵図によれば、麹町一帯はほとんど大名屋敷や旗本屋敷の武家地であった。「久保町すなば」同様、容易にそば屋が開業できる場所ではなく、「糀町七丁目砂場藤吉」にも相当の後ろ盾がついていたのだろう。1912年（大正元年）、十二代目・長岡紋治郎のとき、現在の荒川区南千住一丁目に移転した。江戸時代の千住は江戸四宿のひとつの千住宿で、奥州、日光、水戸の三街道が通る東京の北の玄関口だった。
「砂場」の名は、豊臣秀吉が大坂を築いたとき、大坂の和泉屋という菓子屋が、資材の砂置き場に蕎麦屋を開店し、「砂場」と呼ばれていたのに始まる。徳川家康が江戸城を築くときは、江戸に進出し糀町（現・麹町）に店を構えた。

## 沿革
- 1583年（天正11年） - 豊臣秀吉が大阪城築城に着手。
- 1629年（寛永6年） - 大阪城が完成した後、砂場跡地一体帯を整備した新町に、官許の遊郭が建設され、新町遊郭は江戸・吉原、京都・島原 (京都)、と並び称される一大遊里となる。
- 1730年（享保15年） - 『絵本御伽品鏡』、長谷川光信画、千草屋新右衛門、享保15年（1730年）には、「いづミや」という暖簾を掛けた麺類屋がある、当時の大坂市中の名物を狂歌とともに紹介した絵本である[3]。
- 1757年（宝暦7年） - 『大坂新町細見之図澪標』、「廓名物之分」、宝暦7年（1757年）には、大阪城築城のさいの、資材の砂や砂利の置き場になった新町砂場地域には、「和泉屋」と「津国屋」の2軒の麺類屋があった[4]。細見とは、江戸・吉原の妓楼や遊女名、玉代などを事細かに記した遊郭案内書[5]。「和泉屋」と「津国屋」の初代は、どちらも和泉国（現・大阪府南部）の出身である。
- 1777年（安永6年） - 『富貴地座位』、安永6年（1777年）には、三都（京・江戸・大坂）の名物を紹介しており、浪花名物の「和泉屋」について記している。
- 1798年（寛政10年） - 『摂津名所図会』、寛政10年（1798年）には、「砂場いづみや」として挿絵入りで紹介している[1]。挿絵は店の表口の様子と店内の光景をで、いかにも大店らしい立派な構えで、牡蠣殻葺きの庇の下には「すな場」と染め抜かれた暖簾がかけられている。店内は広大な土間に座敷の島がいくつも置かれ、座敷の間の通路は町中の往来のように広い。店の裏側には、鰹節の蔵、そばの蔵、麦の蔵、醤油の蔵に、臼十二と書かれた臼部屋がある[5]。
- 1849年（嘉永2年） - 『二千年袖鑒』、伊豫屋善兵衛、嘉永2年（1849年）には、「津国屋」の外観を描いた挿絵がある、牡蠣殻葺きの庇の下に「すなば」と書かれた暖簾がかけられている[2]。牡蠣殻葺きは享保頃（1716年-1736年）から江戸や大坂などの町屋で防火上用いられた、店構えは「和泉屋」の表口の様子と似ている[5]。
- 1912年（大正元年） - 十二代目・長岡紋治郎の時、現在の荒川区南千住一丁目に移転、麹町から移転した原因は先物相場での失敗だった。店名も「南千住砂場」と改称した。
- 1933年（昭和8年） - 暖簾会「砂場長栄会」を結成、初代会長に「南千住砂場」十二代目・長岡紋治郎が務める。
- 1954年（昭和29年） - 現在の店舗は1954年（昭和29年）の普請で、東京の昔のそば屋を偲ばせる、風情ある木造建築である。昔から夏は白地、冬は紺地と暖簾を使い分け、軒下には「江戸麹町七丁目砂場」と書かれた提灯が提げられている。

- 1955年（昭和30年）11月 - 「砂場長栄会」から暖簾会「砂場会」に受継がれ、会長「虎ノ門大坂屋砂場」稲垣一男、副会長「南千住砂場」十三代目・長岡源太郎、ほか2名、相談役「巴町砂場」萩原長康と「室町砂場」三代目・村松茂となる。
- 1956年（昭和31年）11月1日 - 「砂場」と「すなば」の商標登録が正式に認可、会員数は28軒。その後、商標登録は「す奈ば」、「寿那ば」、「寿奈ば」が加えられた。
- 1963年（昭和38年） - 「南千住砂場」十三代目・長岡源太郎が43歳で急逝。十四代目を継ぐ孝嗣は小学校5年生で、未亡人となったサクヨが店を切り盛りして暖簾を守った。
- 1985年（昭和60年）3月 - 大阪新町南公園に「ここに砂場ありき」の石碑が建立され[6]、二代目会長「巴町砂場」萩原長昭ほか出席し除幕式 。
- 2003年（平成15年） - 「南千住砂場」十三代目・長岡源太郎の妻・サクヨが79歳で亡くなる。
- 2016年（平成28年） -　現在、「南千住砂場」十四代目・長岡孝嗣が暖簾を受継いでいる。